# ガル山
ガル山またはガルの峰（フランス語、Pic du Gar）は、フランス・オート＝ガロンヌ県の山。ピレネー山脈を構成している。

## 地理・地質

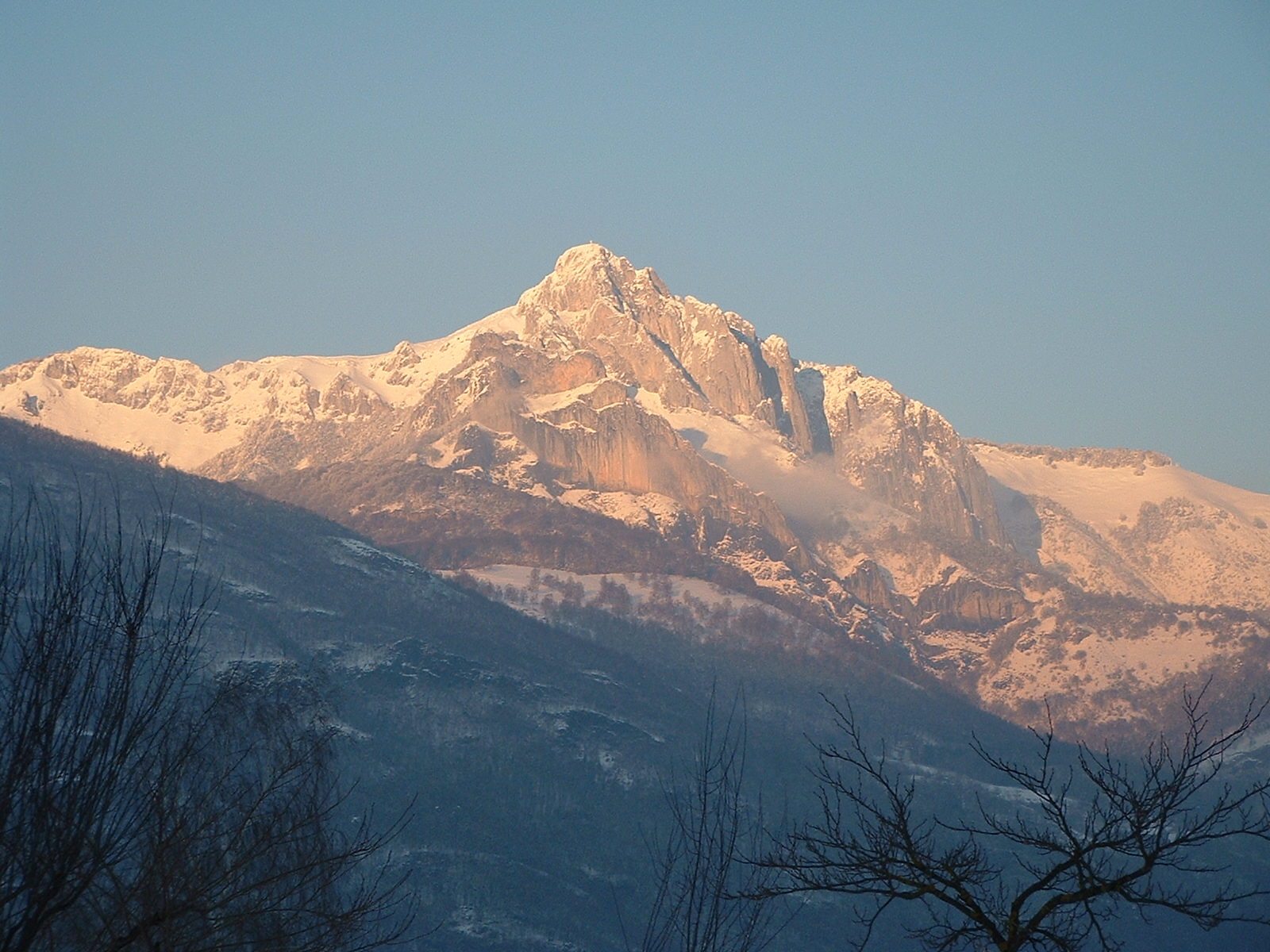
冬季のガル山

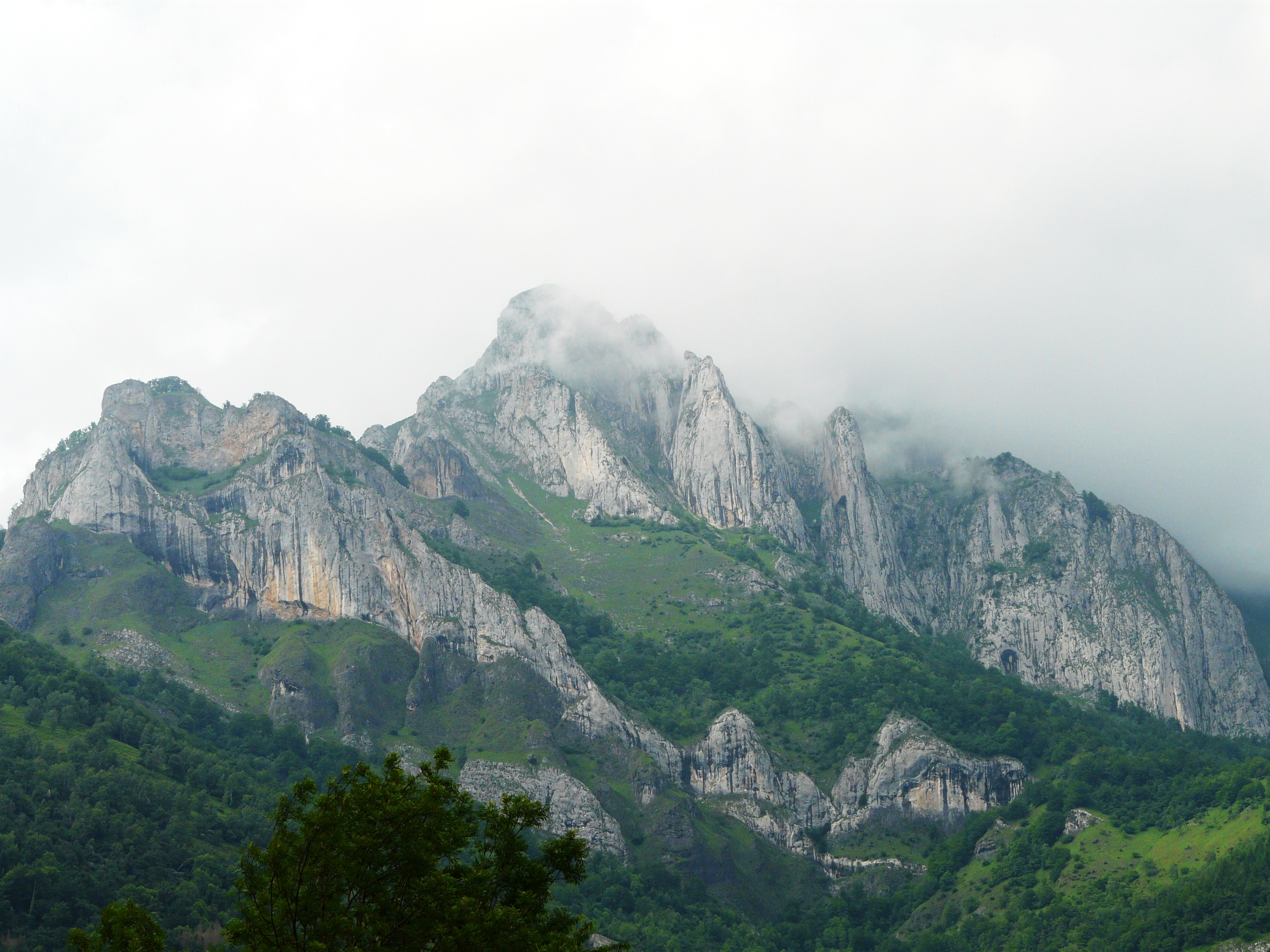
夏季のガル山

ガル山は北緯42度56分55秒、東経0度41分47秒に位置している。ガル山は主に石灰岩でできており、カルスト地形が広がっている。標高は1785 mである。